# Miguel Ángel Juárez Celman
Miguel Angel Juárez Celman (Córdoba, 29 de setembre de 1844 — Arrecifes, Buenos Aires, 14 d'abril de 1909) fou un advocat i polític argentí. La seva carrera va estar marcada per la influència del seu cunyat Julio Argentino Roca, que el va impulsar a la carrera legislativa. Fou un destacat promotor de la separació de l'Església i l'Estat i un liberal amb aires aristocràtics, fomentant l'educació pública i la immigració per corregir el que considerava el "torb enteniment" del poble argentí.
President de la Nació des del 12 d'octubre de 1886, va impulsar de forma generosa l'obra pública però, fou incapaç de mantenir l'estabilitat econòmica i va haver de fer front a la formació d'un poderós front opositor sota el lideratge de Leandro N. Alem, que donaria peu a la Unió Cívica. Després de l'anomenada Revolució del Parc i malgrat el seu èxit en les armes contra els revoltats, va haver de dimitir, retirant-se definitivament de la vida política.